# Јајои
Јајои (јап. 弥生人), антички народ који се доселио у Јапан из Кореје и Кине током периода Јајои (300. п.н.е-300. н.е). Верује се да су Јајои непосредни преци модерних Јапанаца.

## Историја

### Кратак преглед
Још у касном Џомону (од око 1000. до 300. године п. н. е.), пиринач се гајио у северном Кјушуу и, пре него што је период дошао до краја, у областима све до Тохокуа. Ширење пољопривреде наводњаваног пиринча у раном периоду Јајои (око 300. п. н. е.) повезано је, у другом веку пре нове ере, са увођењем и употребом гвожђа и бронзе. Након тога, мале заједнице Џомона у северном Кјушуу (читава Џомон популација острва процењује се на једва 4.000 људи) су апсорбовали или раселили Јајои имигранти из јужне Кореје и источне Кине који су физички били крупнији од народа Џомона (за које се сада сматра да су блиско повезани са Аинуима). Јајои имигранти су изградили утврђена села са опкопима, шанчевима и осматрачницама, увозили бронзано оружје и огледала из Кине и Кореје, као и гвоздено оружје и оруђе, и формирали племенске савезе са механизмима власти који су описани као мала краљевства. И кинески извештаји и археолошки налази указују на то да су се ова краљевства међусобно борила око земље и приступа води и металној руди.
На крају су неки од њихових шаманских вођа (једина позната по имену је Химико са почетка 3. века), користећи и војну и церемонијалну моћ, основали племенске савезе у северном Кјушуу, дуж Унутрашњег мора, и све до Кинаја и Изумоа.
Они у западном Јапану били су под снажним утицајем континенталних култура (Кине и Кореје) и много су ритуално користили бронзано оружје и огледала, док су они даље на истоку - под мањим утицајем првобитних Јајои досељеника - фаворизовали ритуалну употребу бронзаних звона. Велике заједнице Јајои су се такође појавиле у Канту користећи мало бронзе или гвожђа, али су свој друштвени живот организовале око узгоја пиринча. Најјача федерација, смештена у равници Наре у централном Јапану, касније се развила у државу Јамато, чије су вође заузеле истакнуто место у историји Јапана и сахрањивали своје претходнике у огромним хумцима (кофун).

### Порекло
О најранијој фази неолитске културе у Јапану (Џомон) постоји јак елемент нагађања. Али када дођемо до касније фазе, нема много простора за сумњу. То више није култура ловаца и рибара, већ је у суштини производ седентарног друштва које се бави углавном узгојем пиринча на наводњаваним пољима. Због тога је свакако јужног порекла, уколико су пољопривредне методе у питању, и вероватно је стигла до Кјушуа (и можда јужне Кореје) са тачака у јужној Кини или Индокини, а затим се преселила на главно острво. Међутим, иако на већини локалитета ове културе преовлађују камени алати, чести су и бронзани предмети, тако да постоји добар разлог да се верује да је оно што називамо каснијом неолитском културом Јапана, утолико што укључује и бронзане артефакте, проширење енеолитске културе заједничке Манџурији, Поморској провинцији Сибира и Корејском полуострву. Заиста, током историје Јапана, из очигледних географских разлога, односи са Корејом су били од посебне важности. Каснија неолитска култура је углавном преко Кореје стигла до Јапана, ношена мигрантима чија је домовина предака била у североисточној Азији, али који нису били истог порекла као људи из ране неолитске фазе који су се већ населили у Јапану (народ Џомон). Припадали су етничкој групи, тачније језичкој групи, која укључује Финце, Хуне, тунгуска племена и Монголе. Не може се рећи да ли су у Јапан ушли као освајачи или као мирни досељеници; чини се вероватним, међутим, да није било масовног покрета, већ пре низа имиграција у малим размерама, од стране породица и група које нису биле задовољне својим животом у Кореји. Нема доказа који би показали да су покушали да униште или отерају ране становнике оних делова западног Јапана у којима су се населили. Напротив, чини се да је постојао одређени степен фузије између људи које можемо назвати домороцима (народ Џомон) и каснијих придошлица (народ Јајои).

### Кинески утицаји: бронзано и гвоздено доба
Али такви хармонични услови, ако су икада постојали, нису дуго трајали, јер су с временом мигранти током свог боравка у Кореји били под утицајем културе много супериорније од њихове. Ово је била рана метална култура Кине, која се може датирати са одређеном тачношћу. Бронзана култура северне Кине проширила се на јужну Манџурију, а одатле у Кореју око 300. године п. н. е., и током времена утицала на неолитску културу Кореје. Мигранти или други путници који су прелазили из Кореје на западне обале Јапана почели су да уводе ствари и процесе који припадају металној култури, и тако да модификују живот одређених повољно позиционираних јапанских заједница, посебно оних које живе у насељима на обали Кјушуа где је је најближа јужној Кореји.
Утицај кинеске бронзане културе је без сумње стигао у Јапан око 200. године п. н. е, ако не и раније, и убрзо је почео да модификује или замењује неолитску културу на њеним додирним тачкама. Али пре него што је ова бронзана култура успела да се успостави у Јапану, претекла је култура гвожђа коју је Кина развила под династијом Хан, од око 200. п. н. е., а која је сада пренета у Кореју и одатле у Јапан. Утицај кинеске културе на Кореју, а самим тим и на Јапан, био је појачан великом експанзијом кинеске моћи под царевима династије Хан. Ова власт је проширена освајањем 108. п. н. е. до северне половине Корејског полуострва. У том региону су основане кинеске колоније и након тога одређени племенски владари у западном Јапану, импресионирани снагом и богатством кинеске цивилизације, почели су да шаљу мисије колонијалној влади успостављеној у близини места данашњег града Пјонгјанга.

### Племена и савези
Веи записи, који су најдетаљнији и најпоузданији од раних кинеских обавештења о Јапану, састављени су (пре сачуваних хроника династије Хан) најкасније до 292, године и дају скоро савремени приказ услова у западном Јапану у трећем веку. Током периода процвата династије Веи, која је била најважнија у северној Кини од 220. до 265. године, амбасаде су послате из Јапана кинеском гувернеру у Кореју, који је живео у близини данашњег Сеула. То је било између 238. и 247, а узвратне посете су обављали Кинези. То су запажања кинеских посетилаца која су оличена у извештају о Веију, и иако путници из Веија вероватно нису путовали далеко копном у Кјушу, изгледа да су се потрудили да сазнају шта се дешава и на основу интерних доказа њихови описи могу бити узети као изузетно поуздани.
Они говоре о "тридесет земаља" у Јапану које су биле у некој врсти трибутског односа према Кини. Ове "земље" су очигледно биле територије племенских поглавица, а описане су као под влашћу краљице. У ствари, Јапан је описан као Земља краљице, а дат је и списак земаља које чине групу којом је она председавала. Идентификација ове краљице и ситуација у неколико „земаља“ су годинама спорне међу јапанским научницима, а проблем је и даље даје повода за размишљање и аргументе историчарима. У извештају о Веију се за Земљу краљице каже да се налази у округу званом Јамато (Јаматај), а Јамато је уобичајено име места које је касније коришћено за регион у централном Јапану где се царска породица Јапана населила у петом веку. Неки ауторитети сматрају да су овај Јамато и Јамато из Веи записа исти; али чини се да недавна истраживања подржавају гледиште да је Држава краљице била на западу и да је са својим придруженим земљама обухватала већи део северне половине Кјушуа и вероватно део западног краја острва Хоншу преко мореуза Шимоносеки, што би одговарало деловима провинција Суо и Нагато.
Ако се докази Веија пажљиво испитају, то даје јак разлог да се верује да су до средине трећег века бројна јапанска племена или кланови који су живели на Кјушуу прешли дуг пут ка уједињењу под једним вођом. Не знамо које су околности погодовале овом покрету, али је највероватније да су односи са Корејом, које су изгледа делили, служили као спона јединства, разликовала их од других племена и повећавала њихову моћ напада и одбране.
Када је династија Веи пала (265. г.) кинеска моћ у Кореји се смањила и убрзо је пропала. Јапан се више од једног века не помиње у кинеским записима, али знамо да су јапанске вође наставили односе са Корејом, а како је њихова снага расла, почели су да учествују у борбама међу корејским краљевствима.  Довољно је рећи да су се до 369. године јапанске снаге успешно бориле за контролу јужне Кореје и да су се успоставиле у малој колонији или сталној војној бази званој Мимана, у близини данашњег Пусана. Међутим, то није био подухват племенских вођа народа Јајои: између 300. и 350. године у централном Јапану формирана је прва већа држава, краљевина Јамато, под вођством првих царева из династије која је и данас на власти.

## Култура

### Пољопривреда
Током прелазног периода између Џомон и Јајои периода, континентални утицај је постао много јачи. Заиста, релативно брза појава пољопривреде, гвозденог оруђа и грнчарије израђене на точку након 300. п. н. е., заједно са успоном првих регионалних центара архипелага, једном је навела научнике да спекулишу да је Јапан можда био нападнут. Данас су историчари и археолози углавном другачијег мишљења. На основу комбинације артефаката и извештаја кинеских званичника, они су закључили да је Јапан у то време доживео пораст досељеника из Кореје, где су ратови и политичке борбе терале људе да напусте своје домове. Ови придошлице су увели континенталне праксе и технологије које су људи северног Кјушуа затим прилагодили и проширили по острвима.
Узгој наводњаваног пиринча био је у срцу нове културе. Рудиментарне пољопривредне праксе су започете у ранијим вековима, али тек у периоду Јајои садња и жетва су постали примарно средство за обезбеђивање хране. Археолошка истраживања на више од стотину поља из доба Јајоја показују револуционарну промену у начину производње пиринча, пошто су сељани почели да користе пољопривредне технике имиграната са континента, заједно са њиховим гвозденим и бронзаним оруђима. Почели су да отварају нова поља (често у влажним мочварама), да саде семе пиринча кратког зрна које се користи у Кореји, и да копају јарке који би довели воду до сувих поља. Такође су почели да гаје свиње, иако су наставили да лове дивље животиње и сакупљају биље, орашасте плодове и планинско биље. И они су обрађивали поља са новим оруђима од дрвета, камена и гвожђа: секире, мотике, грабуље и маљеви. Такође су почели да праве дрвене канте за складиштење, постављајући их на штулама да би зрна остала сува у влажним подручјима.

### Економија и друштво
Пољопривреда је драматично променила живот острва. Све је више људи почело да живи у селима, а градили су веће куће. Копали су бунаре за одржавање водоснабдевања и ткали текстил за израду одеће. Правили су грнчарију на грнчарском точку, омогућавајући радницима да производе утилитарно посуђе и чаше у већем броју. Трговина је цветала и дуж обале, чак и када се друштво раслојавало и када су се регионални центри појавили да доминирају пословима раштрканих засеока. И многи елементи шинтоа, јапанске аутохтоне религије, укорењени су: веровање да свака планина, река или стена имају божјег духа или камија; позив шаманима и обредима да умире те духове; прослављање секса и плодности; и коришћење воде за пречишћавање загађења.
Ископавања једног од првих значајних градова у Јапану, Јошиногарија на северу Кјушуа, пружају конкретну илустрацију колико се драматично променио живот до средине Јајои година. Тамошња ископавања, обављена крајем 1980-их, показују живахан комерцијални живот, са становницима више од 350 кућа који се баве разним пословима, од ткања и прављења перли до ливења бронзе. Они такође указују на класне разлике, са обичним људима и старешинама који насељавају одвојена подручја, одвојена јарком. Велика складишта, за која се сматрало да су чувала порезно жито прикупљено из околних села, указују на растућу политичку организацију региона, јер су они у централном граду почели да доминирају околним засеоцима, док костури без глава и кости прободене стрелама у гробовима обичних људи сведоче о биткама које су учиниле Јошиногари доминантним. Такође се чини јасним, из мноштва стаклених перли и бодежа у корејском стилу у гробницама владара, да су људи из Јошиногарија били активно укључени у међународну трговину.

## Кинески извори
Наше најдетаљније знање о периоду Јајои потиче из првих јапанских писаних записа, које нису оставили неписмени Јапанци, већ кинески посматрачи онога што су они звали земље Ва, плодног места „топло и благо“ довољно да људи „живе на сировом поврћу и ходају боси“ чак и зими. На крају својих династичких историја, кинески писци су често додавали кратке извештаје о „варварским“ земљама, белешке које оживљавају Јајои друштво на начин на који археологија никада није могла . Једноставан коментар посетиоца, на пример, да вође из раног Јајоија „с времена на време шаљу данак“ кинеским владарима даје нам ниво разумевања о развоју односа и промени политичке структуре Јапана који археолошки налази не могу.
Три ране кинеске референце на Јапан указују да је увођење пољопривреде и употреба метала праћено изузетно брзим друштвеним променама. Прва референца је кратка белешка у династичкој историји Ранијег Хана (1. век пре н.е) у којој се наводи да се „јапански народ (Ваџири) налази у источним морима, има више од 100 држава и да се периодично прима на двору у Кореји.“ Други, датиран у 57. н.е. и укључен у династичку историју Каснијег Хана (25-220. н.е.), говори о златном печату који је поклоњен краљу јапанске државе На (северни Кјушу). Трећи је изненађујуће детаљан опис Јаматај краљевства које је имало више од седамдесет хиљада домаћинстава којима су владале наследне краљице и краљеви. Ово се може наћи у историји Веија (221-65. године) коју је саставио човек који је умро 297. године.
Ови записи доста говоре о Јајои начину живота и вредностима. Они приказују људе који поштују закон, вредне и радне, вероватно живе у северном Кјушуу, који су волели задовољство и ценили креативност. Према Историји Краљевства Веи, Јапанци из трећег века нове ере носили су „ружичасту и скерлетну“ шминку, јели прстима, пили алкохол, живели по сто година, поштовали класне разлике и третирали мушкарце и жене подједнако, иако су „мушкарци од значаја” имали као чак пет жена и виши слојеви држали су робове. Писац наводи да су „сви мушкарци, стари или млади, прекривени тетоважама“ које би требало да одврате злонамерне духове када иду у риболов. Мушкарци су носили косу преко ушију и често су били обучени у само у прегаче, док су жене носиле „непостављени покривач... провлачењем главе кроз отвор у средини.” Рибари су „волели да роне у воду да би набавили рибе и шкољке“, а када су људи путовали океаном, са собом су водили „чувара среће“ који је смиривао духове тако што се клонио жена и остављао косу неочешљану, а тело неопрано. Ако је пут прошао добро, добијао је поклоне, можда чак и робове; ако није успео, убијен је.
И писани записи и археолошки докази описују организовано, конкурентно друштво, са најмање тридесет центара моћи, које су Кинези називали „земљама“, које се боре за доминацију у раној нашој ери. Регионални владари су тражили да се обични људи поклоне када прођу „људи високог положаја“. И борили су се за превласт. Историја Краљевства Веи описује „немире и ратове“ који су се дешавали много деценија: референца на сам процес централизацији који Јошиногаријеви јарци дубоки тридесет стопа, куле осматрашнице и безглави скелети тако живо илуструју.
Једна карактеристика која је Јајои Јапан издвајала од Кине била је истакнутост жена на владајућим позицијама. Народ Ва је учинио више од пуког једнаког третмана оба пола; бирали су жене за вође. Прва важна особа из Јапана поменута по имену у Историји Краљевства Веи - или било ком запису - је Химико, неудата жена у месту познатом као Јаматај, која је преузела власт после деценија рата и, као „краљица Ва“, владала у раном трећем веку. Извештај Веи каже да је имала способност да призива духове, да јој је помагао млађи брат и да је имала „хиљаду слушкиња, али само једног слугу.” Када је дошло до насиља под мушким наследником, званичници су се обратили другој жени, Химикиној младој рођаки Ијо, која је поново успоставила ред. Иако локација и специфичности Химикине државе остају нејасни, историчари је сматрају једним од бројних локалних поглавара који су се борили за контролу над територијама које се стално шире. Неки научници сугеришу да је борба можда делом изазвана загревањем климе у доба Јајоја, што је подигло ниво мора, поплавило пољопривредна подручја и изазвало конкуренцију за земљиште.
Ови кинески извештаји такође описују људе који су веома свесни моћи и богатства Кореје и Кине. Они јасно стављају до знања да су јапанска краљевства дуго слала своје представнике на континент. Химико је, каже историја Веија, послала три мисије са данком кинеским царевима, дајући им робове и тканине. Ијо је послала тридесет робова и 5.000 „белих драгуља“, поред многих комада резбареног жада и двадесет комада брокатне тканине. А кинески цареви су одговорили сопственим поклонима, укључујући мноштво бронзаних огледала и налога који потврђују права даваоца поклона да владају у својим областима као пријатељи Веија.